# Clément Sawadogo
Pour les articles homonymes, voir Sawadogo (homonymie).
Clement P. Sawadogo, né à Goupana, province du Kadiogo (Burkina Faso), le 31 décembre 1960, est un économiste et homme politique burkinabé.
En 2021, il est ministre de l’Administration territoriale et de la Décentralisation, jusqu'au 8 décembre 2021. Il est également premier vice-président du MPP.

## Biographie
Il effectue sa scolarité secondaire au Lycée Philippe Zinda Kaboré où il obtient son baccalauréat d'études secondaires en 1976. Il obtiendra ensuite une maîtrise en sciences économiques et gestion à l'université de Ouagadougou en 1983, puis un diplôme de l’École nationale d’administration et de magistrature (ENAM) à Ouagadougou en 1985.
En 1985, il devient conseiller aux affaires économiques, et exerce d'abord à la Division Économique du Secrétariat National jusqu'en 1988, puis de 1988 à 1990, comme Chef de Division à la Coordination Nationale des Structures Populaires.

De 1990 à 1993, il est nommé Directeur Général de la Radiodiffusion-Télévision du Burkina (RTB), puis travaille à l’Inspection Générale d’État jusqu’en 1997, et occupe ensuite la fonction de Rapporteur Général de la Commission des Finances du Budget entre 1997 et 1998.
En 1997, il est élu député. Il occupe les fonctions de Premier Questeur de l’Assemblée nationale de (1998-2000) et de Vice-Président de la Commission des Finances et du Budget (2001-2002). Il est ensuite président de la Commission des Transports et Communication de la CEDEAO.
 
Par la suite, il exerce d'autres fonctions, notamment Directeur de Cabinet du Premier ministre (2002-2006), et secrétaire général du gouvernement et du Conseil des ministres (2005-2006).
En 2006, il est nommé Ministre de l’Administration Territoriale et de la Décentralisation (2006-2011), puis Coordonnateur National du Programme de Renforcement de la Gouvernance du Programme des Nations unies pour le développement en 2013. Il est réélu député en 2015.
Depuis 2016, il a cumulé les fonctions de Ministre de la Fonction publique, du Travail et de la Protection Sociale et de Secrétaire Général du parti au pouvoir, le MPP,, jusqu'à la date du 13 mars 2017 où il est élu 2e vice-président chargé des relations avec les partis politiques et les alliances au niveau national, tout en conservant sa fonction ministérielle.
Le 31 janvier 2018, il est nommé ministre de la Sécurité, poste qu'il occupera jusqu’au 24 janvier 2019, avant d'être nommé Conseiller spécial à la Présidence du Faso, chargé des questions Économiques et de Développement le 26 juillet 2019, et Président du Conseil d'administration de la compagnie aérienne nationale Air Burkina le 28 décembre 2019.
Le 10 janvier 2021, il est nommé ministre d'État, ministre de l'Administration territoriale et de la Décentralisation dans le gouvernement Dabiré II. Le premier ministre Christophe Dabiré présente sa démission et celle de son gouvernement le 8 décembre 2021. Maxime Lomboza Koné est nommé ministre de l'Administration territoriale et de la Décentralisation du premier ministre Lassina Zerbo.